# Viktor Michajlovič Černov
Viktor Michajlovič Černov (in russo Ви́ктор Миха́йлович Черно́в?; Novouzensk, 1º dicembre 1873 – New York, 15 aprile 1952) è stato un rivoluzionario e politico russo e uno dei fondatori del Partito Socialista Rivoluzionario.Fu il principale teorico o "cervello" del partito, sebbene fosse più analista che leader politico.

## Biografia
Nato a Novouzensk, una città a sud-est di Saratov, Černov frequentò il ginnasio a Saratov, un focolaio del radicalismo, dove studiò le opere di Nikolaj Aleksandrovič Dobroljubov e Nikolaj Konstantinovič Michajlovskij, e alla fine degli anni 1880 fu coinvolto nell'attività rivoluzionaria. Frequentò la facoltà di legge dell'Università di Mosca e all'inizio degli anni 1890 si unì ai populisti (i cosiddetti narodniki); nel 1894 aderì al gruppo "Volontà del Popolo" (Narodnoe pravo) di Mark Natanson, un tentativo di unire tutti i movimenti socialisti in Russia, e con altri membri fu arrestato, imprigionato ed esiliato. Dopo aver trascorso qualche tempo ad organizzare i contadini intorno a Tambov, si trasferì all'estero a Zurigo nel 1899.
Aderì al Partito Socialista Rivoluzionario alla sua fondazione nel 1902 e divenne il redattore del suo giornale Russia Rivoluzionaria. Fece ritorno in Russia dopo la Rivoluzione del 1905; dopo aver boicottato le elezioni per la Prima Duma del 1906, vinse le elezioni per la Seconda Duma e divenne un leader della fazione dei social-rivoluzionari.
Sotto il governo provvisorio di Aleksandr Fëdorovič Kerenskij nel 1917, Černov fu Ministro dell'agricoltura. Fu anche Presidente dell'Assemblea costituente russa, insediata per poche ore tra il 5 e il 6 gennaio 1918 (18 e 19 del calendario gregoriano). In seguito all'ascesa al potere dei bolscevichi, divenne membro del governo anti-bolscevico a Samara, prima di fuggire in Europa e poi negli Stati Uniti. Morì a New York nel 1952.